# ITF Women’s Circuit 2010 (Juli–September)
In den folgenden Tabellen werden die Tennisturniere des dritten Quartals des ITF Women’s Circuit 2010 dargestellt.

## Turnierplan
| Kategorien |
| ---------- |
| $100.000   |
| $75.000    |
| $50.000    |
| $25.000    |
| $10.000    |

### Juli
| Datum 1 | Turnierort                              | Siegerin Einzel        | Siegerinnen Doppel                          |
| ------- | --------------------------------------- | ---------------------- | ------------------------------------------- |
| 05.07.  | Biarritz Open GDF Suez de Biarritz 2010 | Julia Görges           | Sharon Fichman Julia Görges                 |
| 05.07.  | Grapevine                               | Jamie Hampton          | Lindsay Lee-Waters Megan Moulton-Levy       |
| 05.07.  | Aschaffenburg Schönbusch Open 2010      | Mădălina Gojnea        | Teodora Mirčić Erika Sema                   |
| 05.07.  | Valladolid                              | Çağla Büyükakçay       | Melanie Klaffner Anna Smith                 |
| 05.07.  | Fuzhou                                  | Chan Yung-jan          | Liu Shaozhuo Xu Yifan                       |
| 05.07.  | Brüssel                                 | Constance Sibille      | Wassilissa Dawydowa Elina Gassanowa         |
| 05.07.  | Turin                                   | Gabriella Polito       | Elisa Balsamo Valentina Sulpizio            |
| 05.07.  | Prokuplje                               | Vivien Juhászová       | Karolina Jovanović Polona Reberšak          |
| 05.07.  | Tokio                                   | Kaori Onishi           | Maki Arai Maiko Inoue                       |
| 05.07.  | Pattaya                                 | Shiho Akita            | Chen Yi Sakiko Shimizu                      |
| 12.07.  | Contrexéville                           | Jelena Dokić           | Nina Brattschikowa Jekaterina Iwanowa       |
| 12.07.  | Bogotá                                  | Paula Ormaechea        | Andrea Gámiz Paula Ormaechea                |
| 12.07.  | Zwevegem                                | Maryna Zanevska        | Richèl Hogenkamp Valeria Savinykh           |
| 12.07.  | Darmstadt                               | Vitalia Diatchenko     | Vitalia Diatchenko Laura Siegemund          |
| 12.07.  | Woking                                  | Tímea Babos            | Tímea Babos Emma Laine                      |
| 12.07.  | Imola                                   | Gioia Barbieri         | Nicole Clerico Maria Masini                 |
| 12.07.  | Prokuplje                               | Zsófia Susányi         | Camelia Hristea Ionela-Andreea Iova         |
| 12.07.  | Piešťany                                | Zuzana Zálabská        | Veronika Domagala Paula Kania               |
| 12.07.  | Cáceres                                 | Zhang Ling             | Jade Hopper Victoria Larrière               |
| 12.07.  | Atlanta                                 | Irina Falconi          | Kristy Frilling Julia Glushko               |
| 12.07.  | Casablanca                              | Martina Balogová       | Lina Bennani Anouk Tigu                     |
| 12.07.  | Hat Yai                                 | Lavinia Tananta        | Rushmi Chakravarthi Poojashree Venkatesha   |
| 19.07.  | Petingen ITF Roller Open 2010           | Mathilde Johansson     | Sharon Fichman Monica Niculescu             |
| 19.07.  | Lexington                               | Kurumi Nara            | Bojana Bobusic Christina Fusano             |
| 19.07.  | Waterloo                                | Julia Cohen            | Elisabeth Abanda Katarena Paliivets         |
| 19.07.  | Les Contamines-Montjoie                 | Andrea Hlaváčková      | Giulia Gatto-Monticone Federica Quercia     |
| 19.07.  | Wrexham                                 | Heather Watson         | Tara Moore Francesca Stephenson             |
| 19.07.  | La Coruña                               | Leticia Costas         | Jade Hopper Victoria Larrière               |
| 19.07.  | Charkiw                                 | Tatia Mikadse          | Kateryna Koslowa Elina Switolina            |
| 19.07.  | Nonthaburi                              | Nudnida Luangnam       | Akiko Yonemura Tomoko Yonemura              |
| 19.07.  | Knokke                                  | Angelique van der Meet | Bernice van de Velde Angelique van der Meet |
| 19.07.  | Horb am Neckar                          | Michaela Hončová       | Simona Dobrá Lucie Kriegsmannová            |
| 19.07.  | Bukarest                                | Andreea Mitu           | Diana Enache Andreea Mitu                   |
| 19.07.  | Casablanca                              | Ons Jabeur             | Katarína Baranová Ons Jabeur                |
| 19.07.  | Brasilia                                | Paula Ormaechea        | Ana Clara Duarte Fernanda Hermenegildo      |
| 19.07.  | La Paz                                  | Karen Castiblanco      | Karen Castiblanco Estefania Donnet          |
| 19.07.  | Evansville                              | Gabriela Paz           | Brynn Boren Sabrina Santamaria              |
| 26.07.  | Bukarest Ruxandra Dragomir Open 2010    | Jelena Dokić           | Irina-Camelia Begu Elena Bogdan             |
| 26.07.  | Bad Saulgau                             | Lenka Juríková         | Elise Tamaëla Scarlett Werner               |
| 26.07.  | Vigo                                    | Andrea Hlaváčková      | Anaïs Laurendon Anna Smith                  |
| 26.07.  | Campos do Jordão                        | Aranza Salut           | Fernanda Faria Paula Cristina Gonçalves     |
| 26.07.  | Almaty                                  | Richèl Hogenkamp       | Albina Xabibulina Xenija Palkina            |
| 26.07.  | Saint Joseph                            | Gabriela Paz           | Maria Sanchez Ellen Tsay                    |
| 26.07.  | Bree                                    | Valeria Solovyeva      | Sofie Oyen Demi Schuurs                     |
| 26.07.  | Cochabamba                              | Lucia Jara-Lozano      | Giannina Minieri Camila Silva               |
| 26.07.  | Rabat                                   | Anastasia Mukhametova  | Anastasia Mukhametova Ekaterina Nikitinia   |
| 26.07.  | Tampere                                 | Alizé Lim              | Irina Kuzmina Diāna Marcinkēviča            |
| 26.07.  | Palić                                   | Zuzana Zlochová        | Jasmina Kajtazovič Zuzana Zlochová          |
| 26.07.  | Chiswick                                | Tara Moore             | Jocelyn Rae Emelyn Starr                    |
| 26.07.  | Gardone Val Trompia                     | Anastasia Grymalska    | Gioia Barbieri Anastasia Grymalska          |
| 26.07.  | Jakarta                                 | Tina Schiechtl         | Jessy Rompies Poojashree Venkatesha         |

### August
| Datum 1 | Turnierort                                   | Siegerin Einzel         | Siegerinnen Doppel                        |
| ------- | -------------------------------------------- | ----------------------- | ----------------------------------------- |
| 02.08.  | Vancouver Odlum Brown Vancouver Open 2010    | Jelena Dokić            | Chang Kai-chen Heidi El Tabakh            |
| 02.08.  | Peking Beijing International Challenger 2010 | Junri Namigata          | Sun Sheng-Nan Zhang Shuai                 |
| 02.08.  | Astana                                       | Jewgenija Rodina        | Nina Brattschikowa Jekaterina Iwanowa     |
| 02.08.  | Hechingen                                    | Magda Linette           | Irina-Camelia Begu Anaïs Laurendon        |
| 02.08.  | Balikpapan                                   | Nudnida Luangnam        | Ayu Fani Damayanti Lavinia Tananta        |
| 02.08.  | Monteroni d’Arbia                            | Liana Ungur             | Claudia Giovine Valentina Sulpizio        |
| 02.08.  | Moskau                                       | Jekaterina Bytschkowa   | Nadeschda Guskowa Walerija Solowjowa      |
| 02.08.  | Rebecq                                       | Sofie Oyen              | Émilie Bacquet Myrtille Georges           |
| 02.08.  | Wien                                         | Lucie Kriegsmannová     | Iveta Gerlová Lucie Kriegsmannová         |
| 02.08.  | Savitaipale                                  | Ulrikke Eikeri          | Alexandra Artamonova Diāna Marcinkēviča   |
| 02.08.  | Iława                                        | Zuzana Zlochová         | Martina Borecká Martina Kubičíková        |
| 02.08.  | Gaziantep                                    | Pemra Özgen             | Fatma Al-Nabhani Magali de Lattre         |
| 02.08.  | São Paulo                                    | Chanel Simmonds         | Monique Albuquerque Fernanda Hermenegildo |
| 02.08.  | Niigata                                      | Aki Yamasoto            | Akari Inoue Kotomi Takahata               |
| 02.08.  | Santa Cruz                                   | Camila Silva            | Karen Castiblanco Estefania Donnet        |
| 09.08.  | Kasan                                        | Anna Lapuschtschenkowa  | Kazjaryna Dsehalewitsch Lessja Zurenko    |
| 09.08.  | Versmold                                     | Magda Linette           | Hana Birnerová Erika Sema                 |
| 09.08.  | Koksijde                                     | Katarzyna Piter         | Nicole Clerico Justine Ozga               |
| 09.08.  | Trnava                                       | Sandra Záhlavová        | Iveta Gerlová Lucie Kriegsmannová         |
| 09.08.  | Tallinn                                      | Jelena Bowina           | Emma Laine Melanie South                  |
| 09.08.  | Onești                                       | Mihaela Buzărnescu      | Laura-Ioana Andrei Mihaela Buzărnescu     |
| 09.08.  | Istanbul                                     | Pemra Özgen             | Başak Eraydın Isabella Schinikowa         |
| 09.08.  | Itaparica                                    | Roxane Vaisemberg       | Ana Clara Duarte Roxane Vaisemberg        |
| 09.08.  | Locri                                        | Valentina Sulpizio      | Federica di Sarra Valentina Sulpizio      |
| 16.08.  | Olmütz                                       | Patricia Mayr           | Sandra Klemenschits Patricia Mayr         |
| 16.08.  | Bukarest                                     | Ingrid-Alexandra Radu   | Laura-Ioana Andrei Mihaela Buzărnescu     |
| 16.08.  | Čakovec                                      | Nastja Kolar            | Nastja Kolar Polona Reberšak              |
| 16.08.  | Todi                                         | Federica di Sarra       | Lisa Sabino Maria-Letizia Zavagli         |
| 16.08.  | Innsbruck                                    | Amra Sadiković          | Victoria Larrière Elixane Lechemia        |
| 16.08.  | Itaparica                                    | Fernanda Hermenegildo   | Natasha Lotuffo Roxane Vaisemberg         |
| 16.08.  | Westende                                     | Johanna Konta           | Quirine Lemoine Demi Schuurs              |
| 16.08.  | Wahlstedt                                    | Barbara Sobaszkiewicz   | Olga Brózda Natalia Kołat                 |
| 16.08.  | Sankt Petersburg                             | Nadeschda Guskowa       | Jewgenija Paschkowa Marija Scharkowa      |
| 23.08.  | Bronx EmblemHealth Bronx Open 2010           | Anna Tschakwetadse      | Kristina Barrois Yvonne Meusburger        |
| 23.08.  | Braunschweig Braunschweig Women’s Open 2010  | Scarlett Werner         | Aminat Kuschchowa Olga Panowa             |
| 23.08.  | Wanfercee-Baulet                             | Amalisa Bona            | Diana Enache Alizé Lim                    |
| 23.08.  | Pörtschach am Wörthersee                     | Julia Mayr              | Evelyn Mayr Julia Mayr                    |
| 23.08.  | Enschede                                     | Bibiane Schoofs         | Olga Brózda Natalia Kołat                 |
| 23.08.  | Vinkovci                                     | Réka Luca Jani          | Réka Luca Jani Raluca Elena Platon        |
| 23.08.  | Prag                                         | Michaela Pochabová      | Iveta Gerlová Lucie Kriegsmannová         |
| 23.08.  | Doboj                                        | Zuzana Zlochová         | Jasmina Kajtazovič Zuzana Zlochová        |
| 23.08.  | Saitama                                      | Hsu Wen-hsin            | Akari Inoue Kotomi Takahata               |
| 23.08.  | Buenos Aires                                 | Mailen Auroux           | Mailen Auroux Karen Castiblanco           |
| 23.08.  | San Luis Potosi                              | Macall Harkins          | Macall Harkins Nicole Rottmann            |
| 30.08.  | Tsukuba                                      | Noppawan Lertcheewakarn | Kumiko Iijima Akiko Yonemura              |
| 30.08.  | Gliwice                                      | Paula Kania             | Justyna Jegiołka Katarzyna Kawa           |
| 30.08.  | Mollerussa                                   | Estrella Cabeza Candela | Yevgeniya Kryvoruchko Nadia Lalami        |
| 30.08.  | Bassano del Grappa                           | Paola Cigui             | Federica Grazioso Vivienne Vierin         |
| 30.08.  | Middelburg                                   | Angelique van der Meet  | Quirine Lemoine Sabine van der Sar        |
| 30.08.  | Balș                                         | Mihaela Buzărnescu      | Alexandra Cadanțu Alexandra Damaschin     |
| 30.08.  | Osijek                                       | Conny Perrin            | Réka Luca Jani Martina Kubičíková         |
| 30.08.  | Brčko                                        | Zuzana Zlochová         | Ema Burgić Jasmina Kajtazovič             |
| 30.08.  | Istanbul                                     | Annalisa Bona           | Malou Ejdesgaard Xenija Palkina           |
| 30.08.  | Santa Fe                                     | Camila Silva            | Karen Castiblanco Camila Silva            |

### September
| Datum 1 | Turnierort                                           | Siegerin Einzel            | Siegerinnen Doppel                         |
| ------- | ---------------------------------------------------- | -------------------------- | ------------------------------------------ |
| 06.09.  | Biella Torneo Internazionale Regione Piemonte 2010   | Renata Voráčová            | Marija Korytzewa Ioana Raluca Olaru        |
| 06.09.  | Denain                                               | Anaïs Laurendon            | Nadejda Guskova Maryna Zanevska            |
| 06.09.  | Alphen aan den Rijn                                  | Julia Schruff              | Daniëlle Harmsen Bibiane Schoofs           |
| 06.09.  | Katowice                                             | Magda Linette              | Olga Brózda Natalia Kołat                  |
| 06.09.  | Noto                                                 | Tamarine Tanasugarn        | Rika Fijiwara Tamarine Tanasugarn          |
| 06.09.  | Cairns                                               | Ana Clara Duarte           | Tammi Patterson Olivia Rogowska            |
| 06.09.  | Casale Monferrato                                    | Federica di Sarra          | Federica di Sarra Giulia Gabba             |
| 06.09.  | Sarajevo                                             | Ani Mijačika               | Jana Butschina Polina Rodionowa            |
| 06.09.  | Madrid                                               | Marta Sirotkina            | Naomi Broady Emily Webley-Smith            |
| 06.09.  | Larisa                                               | Alexandra Artamonova       | Alexandra Artamonova Diāna Marcinkēviča    |
| 06.09.  | Buenos Aires                                         | Vanesa Furlanetto          | Luciana Sarmenti Emilia Yorio              |
| 13.09.  | Sofia Allianz Cup 2010                               | Mathilde Johansson         | Eleni Daniilidou Jasmin Wöhr               |
| 13.09.  | Mestre                                               | Zuzana Ondrášková          | Claudia Giovine Karin Knapp                |
| 13.09.  | Zagreb                                               | Renata Voráčová            | Mailen Auroux Nataša Zorić                 |
| 13.09.  | Podgorica                                            | Irina-Camelia Begu         | Irina-Camelia Begu Mihaela Buzărnescu      |
| 13.09.  | Redding                                              | Jamie Hampton              | Christina Fusano Yasmin Schnack            |
| 13.09.  | Darwin                                               | Olivia Rogowska            | Kumiko Iijima Yurika Sema                  |
| 13.09.  | Mytilini                                             | Despina Papamichail        | Chen Astrogo Keren Shlomo                  |
| 13.09.  | Lleida                                               | Elixane Lechemia           | Ulrikke Eikeri Caroline Rohde-Moe          |
| 13.09.  | Caracas                                              | Adriana Pérez              | Galley De Wael Nicole Rottmann             |
| 13.09.  | Kyōto                                                | Makiho Kozawa              | Kazusa Ito Tomoko Taira                    |
| 13.09.  | Itapema                                              | Roxane Vaisemberg          | Monique Albuquerque Roxane Vaisemberg      |
| 20.09.  | Saint-Malo Open GDF Suez de Bretagne 2010            | Romina Oprandi             | Petra Cektovská Lucie Hradecká             |
| 20.09.  | Shrewsbury AEGON GB Pro-Series Shrewsbury 2010       | Eva Birnerová              | Witalija Djatschenko Irena Pavlovic        |
| 20.09.  | Albuquerque Coleman Vision Tennis Championships 2010 | Mirjana Lučić              | Lindsay Lee-Waters Megan Moulton-Levy      |
| 20.09.  | Saguenay                                             | Rebecca Marino             | Jorgelina Cravero Stéphanie Foretz Gacon   |
| 20.09.  | Telawi                                               | Melanie Klaffner           | Weronika Kapschaj Ágnes Szatmári           |
| 20.09.  | Foggia                                               | Laura Pous Tió             | María Irigoyen Florencia Molinero          |
| 20.09.  | Bukarest                                             | Mădălina Gojnea            | Irina-Camelia Begu Elena Bogdan            |
| 20.09.  | Alice Springs                                        | Sacha Jones                | Erika Sema Yurika Sema                     |
| 20.09.  | Makinohara                                           | Kumiko Iijima              | Lu Jiaxiang Lu Jiajing                     |
| 20.09.  | Madrid                                               | Katharina Holert           | Lena-Marie Hofmann Janina Toljan           |
| 20.09.  | Novi Sad                                             | Ana Jovanović              | Jana Jandová Martina Kubičíková            |
| 20.09.  | Thessaloniki                                         | Anastasia Mukhametova      | Kim Gradjek Anastasia Mukhametova          |
| 20.09.  | Algier                                               | Fatima El Allami           | Sophie Cornerotte Marcella Koek            |
| 20.09.  | Mogi das Cruzes                                      | Roxane Vaisemberg          | Flavia Guimaraes Bueno Beatriz Haddad Maia |
| 20.09.  | Mazatlán                                             | Nazari Urbina              | Ivana King Yasmin Schnack                  |
| 20.09.  | Caracas                                              | Andrea Gámiz               | Gally De Wael Nicole Rottmann              |
| 27.09.  | Ningbo ITF Ningbo $100.000 2010                      | Alberta Brianti            | Chan Chin-wei Chen Yi                      |
| 27.09.  | Athen                                                | Eleni Daniilidou           | Witalija Djatschenko İpek Şenoğlu          |
| 27.09.  | Las Vegas                                            | Varvara Lepchenko          | Lindsay Lee-Waters Megan Moulton-Levy      |
| 27.09.  | Clermont-Ferrand                                     | Ivana Lisjak               | Youlia Fedossova Iryna Kurjanowitsch       |
| 27.09.  | Tiflis                                               | Margalita Tschachnaschwili | Tatia Mikadse Sopia Schapatawa             |
| 27.09.  | Helsinki                                             | Julija Bejhelsymer         | Kiki Bertens Richèl Hogenkamp              |
| 27.09.  | Butscha                                              | Walentina Iwachnenko       | Yuliya Kalabina Tatiana Kotelnikova        |
| 27.09.  | Hamanako                                             | Kumiko Iijima              | Kumiko Iijima Erika Sema                   |
| 27.09.  | Porto                                                | Gail Brodsky               | Ulrikke Eikeri Lena-Marie Hofmann          |
| 27.09.  | Ciampino                                             | Martina Caregaro           | Diana Enache Valentina Sulpizio            |
| 27.09.  | Antalya                                              | Wiktorija Kamenskaja       | Wiktorija Kamenskaja Ksenia Kirilova       |
| 27.09.  | Amelia Island                                        | Lauren Herring             | Elizabeth Lumpkin Story Tweedie-Yates      |
| 27.09.  | Arujá                                                | Teliana Pereira            | Carla Lucero Emilia Yorio                  |
| 27.09.  | Algier                                               | Marcella Koek              | Fatima El Allami Marcella Koek             |
| 27.09.  | Jakarta                                              | Sandy Gumulya              | Ayu Fani Damayanti Jessy Rompies           |
| 27.09.  | Celaya                                               | Andrea Benítez             | Tomoko Dokei Hiromi Okazaki                |